# NGC 947
NGC 947 este o galaxie spirală situată în constelația Balena. A fost descoperită în 10 noiembrie 1835 de către John Herschel. Se află la o distanță de 52,97 de megaparseci de Pământ.